# Kobylarzowy Mur

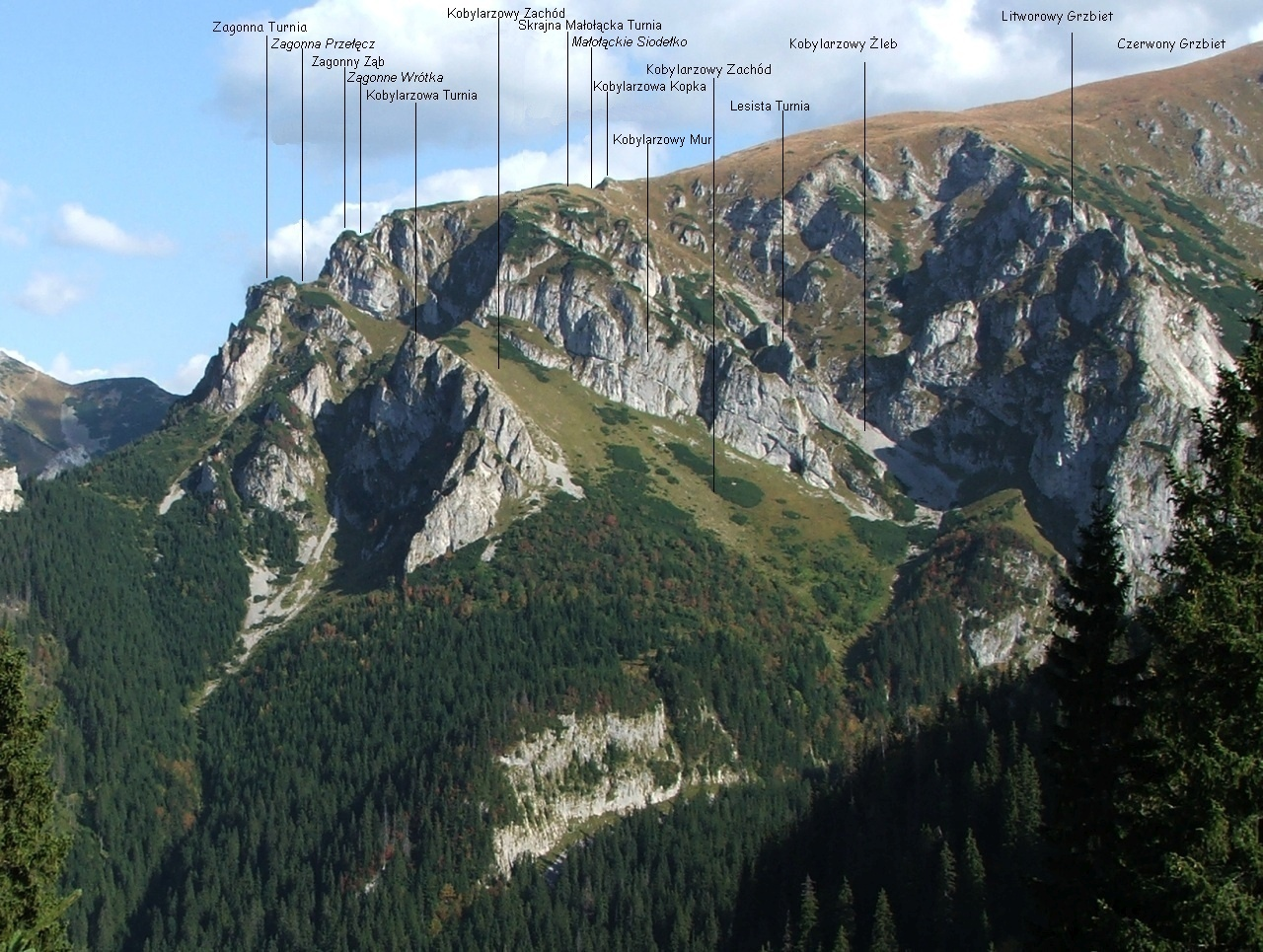
Widok spod Pieca

Kobylarzowy Mur – mur skalny oddzielający Kobylarzowy Zachód od Szarego Żlebu w północno-zachodniej grani Małołączniaka w Tatrach Zachodnich. Opada ze Skrajnej Małołąckiej Turni w kierunku południowo-zachodnim do wylotu Kobylarzowego Żlebu.
Od strony Kobylarzowego Zachodu Kobylarzowy Mur to zbudowana z wapieni pionowa ściana o wysokości dochodzącej do 60 m. W najniższej części tego muru znajduje się duża skalna nyża, a w górnej części, kilkadziesiąt metrów poniżej Zagonnej Przełęczy, jest charakterystyczna turniczka zwana Kobylarzową Igłą. Ponad nią jest w murze jedyne miejsce, którym można względnie łatwo go pokonać i wspiąć się na jego grań. Od strony Szarego Żlebu wysokość Kobylarzowego Muru nie przekracza 10 m i jest on od tej strony łatwy do pokonania.